# Norrsjön (Nydala socken, Småland)
Norrsjön är en sjö i Värnamo kommun i Småland och ingår i Lagans huvudavrinningsområde.